# Eduardo Caliendo
Eduardo Caliendo (Napoli, 10 novembre 1922 – Napoli, 26 luglio 1993) è stato un chitarrista italiano.

## Biografia
Nasce a Napoli in via Santa Maria Antesaecula da Ettore Caliendo, mandolinista napoletano membro dell'Accademia Calace.
Fin dalla nascita il padre lo inizia alla musica, e compone per lui Serenatella piccerella su versi del poeta Pasquale Cinquegrana. Inizia lo studio della chitarra con Pasquale Serrano, chitarrista dell'Accademia Calace.
In collaborazione con Roberto Murolo è il protagonista della collana discografica Napoletana - Antologia cronologica della canzone partenopea edita dalla Durium, ancora oggi una delle opere più importanti sulla storia della canzone napoletana. Collabora, negli anni settanta, anche con il cantante e chitarrista Egisto Sarnelli. Compone brani per e con chitarra, fra cui: Moresca, Tarantella cu' Pulicenella, Alghe Marine, Tarantella, Fantasia 'e culure, Cale capresi e tante altre.
Si lega sentimentalmente a Vincenza Paesano (in arte Enza Dorian), cantante lirica che predilige il repertorio napoletano e che lo porta in giro per il mondo (Canada, Sud America, Belgio), a fianco a grossi personaggi dell'epoca (Nunzio Gallo, Tito Schipa jr, Pina Lamara, Vera Nandi, Achille Togliani).
Negli anni cinquanta è titolare della cattedra di chitarra presso il Liceo Musicale di Napoli. Nel 1970 riceve il Premio Carulli a Castellamare per i suoi meriti artistici e didattici. Nel 1972, presso il Conservatorio Statale di Musica "Domenico Cimarosa" di Avellino, viene chiamato a tenere la cattedra di chitarra. Al "Cimarosa", Caliendo rimarrà docente fino alla pensione.
Dalla sua scuola escono chitarristi di talento come Eugenio Bennato, Edoardo Bennato, Gianfranco Caliendo, Patrizio Trampetti, Fausta Vetere e Mauro Di Domenico. Si diplomano inoltre sotto la sua guida chitarristi come Maurizio Gaudiosi, Filippo Sica, Lucio Matarazzo, Angelo Tuorto, Luigi Fricchione, Giuseppe Allegretti, Gianluca Marino, Maurizio Giobbe, Paolo Leonetti e tanti altri.
Eduardo Caliendo muore a Napoli nel 1993. Agli inizi del 1994, si tiene a Napoli, al Teatro Mercadante, un concerto commemorativo dal titolo Chitarre a Napoli. Per l'occasione, membri originali storici della Nuova Compagnia di Canto Popolare si riuniscono sul palco.
Il nipote Gianfranco Caliendo, figlio del fratello Mario, è stato cantante solista, chitarrista e autore della band Il Giardino dei Semplici; ha militato nella formazione dal 1974 al 2012.
Nel 2021, Gianfranco pubblica un'autobiografia, Memorie di un Capellone, dove in un capitolo racconta dello zio Eduardo.
Nel novembre 2022, al Centenario della Nascita di Eduardo Caliendo, Gianfranco organizza un concerto al Teatro Troisi in memoria del compianto zio, dal titolo Pizzicanno. Sul palco, si succedono e si riuniscono alcuni fra i più famosi chitarristi, per omaggiare la memoria del leggendario maestro: Eugenio Bennato, Gianfranco Caliendo, Mauro Di Domenico, Patrizio Trampetti, Paul Gordon Manners (ex Cugini di Campagna), Gianni Guarracino, Lucio Matarazzo e Gianluca Marino. Non mancano anche cantanti di spicco, quali: Gianni Lamagna e Mario Maglione. In tale occasione, significativa è la presenza del sindaco di Napoli Gaetano Manfredi, che consegnerà a Gianfranco una speciale targa commemorativa.